# Copa Jules Rimet
La Copa Jules Rimet fue el trofeo de la Copa Mundial de Fútbol hasta 1970. En esa edición, Brasil la ganó en propiedad al haber logrado el campeonato por tercera vez, como estipulaban las reglas. Tras su robo y fundición en 1983, hoy solo se conserva la base original de lapizlázuli.

## Descripción
Su imagen era una alegoría de Niké (la diosa griega de la victoria), con alas estilizadas. La figura tenía los brazos levantados, y sujetaba una copa de forma octogonal. Tenía una base de lapizlázuli sobre el cual se incrustaron los nombres de los campeones en pequeñas placas. Medía unos 30 cm de altura y tenía 3,8 kg de plata esterlina enchapada en oro y su peso total era de 4 kg. Su precio en la época fue de 50 000 francos suizos, los cuales fueron pagados al escultor.

## Origen
El ofrecimiento de una copa se propuso en el Congreso de la FIFA, celebrado el 28 de mayo de 1928, por su Comité Ejecutivo, como un premio por ganar la primera Copa Mundial de Fútbol.
El entonces presidente de la FIFA, Jules Rimet, ordenó que fuese hecho en oro. Para la concreción de la Coupe du Monde fue contratado el artesano francés Abel Lafleur, que lo dejó listo en abril de 1929 y lo llamó «Diosa de la Victoria».
Un nuevo congreso de la entidad, realizado en Luxemburgo el 1 de julio de 1946, con motivo de los 25 años de su elección como presidente de la Federación, decidió otorgarle al trofeo el nombre del creador del torneo, pasando desde entonces a llamarse «Copa Jules Rimet». Así, debutó con este nombre para el Mundial de Brasil 1950.

## Ocultamiento durante la Segunda Guerra Mundial

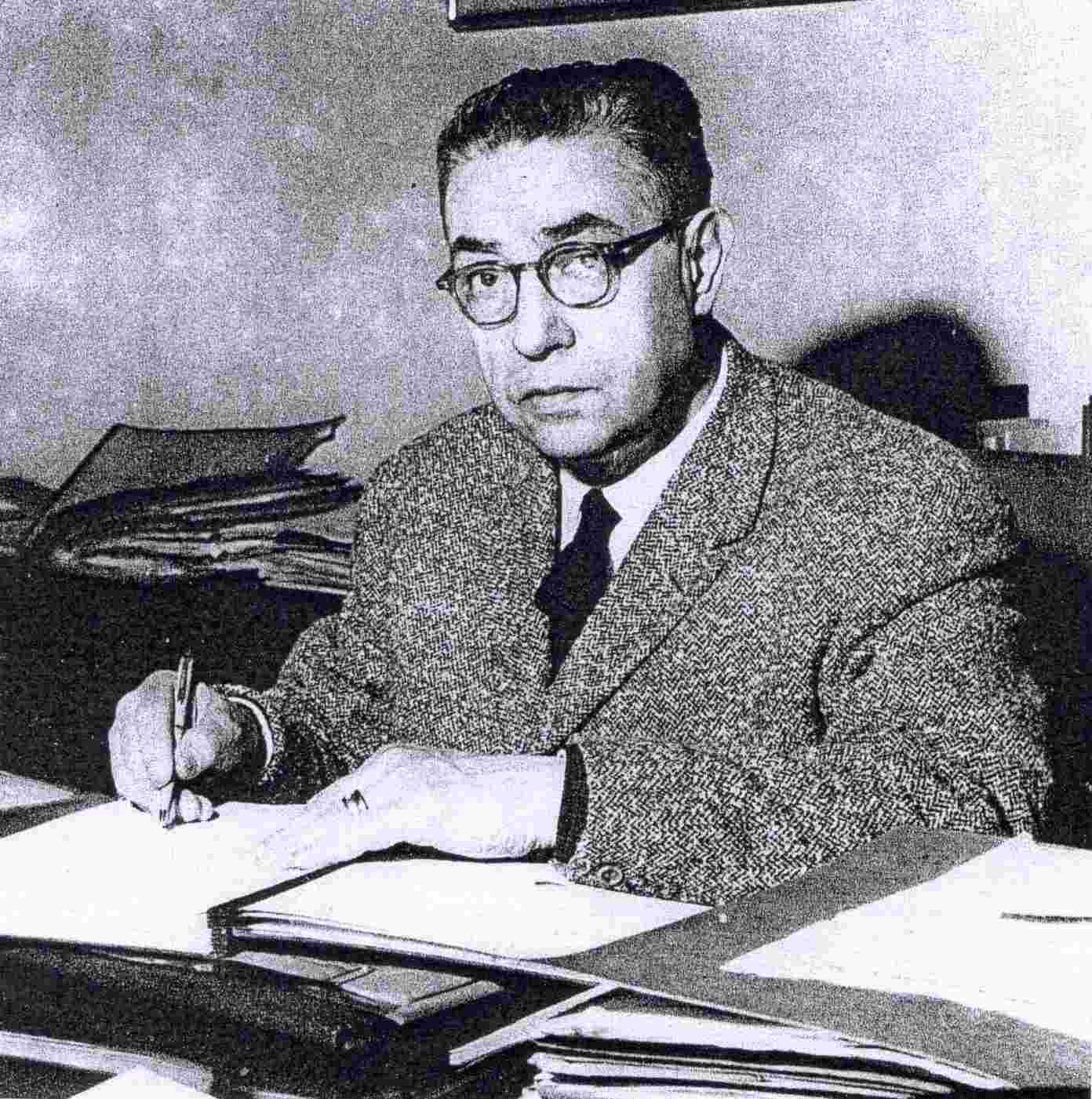
Ottorino Barassi, en aquel entonces vicepresidente de la FICG, retiró en secreto el trofeo de un banco en Roma y lo escondió en una caja de zapatos debajo de su cama para evitar que los nazis se apoderaran de él.

Debido a que Italia ganó la Copa del Mundo de 1938, su Federación tuvo el derecho de resguardar la copa. Al año siguiente, estalló la Segunda Guerra Mundial, por lo que, tras suspenderse los torneos de 1942 y 1946, el trofeo estuvo en la península itálica durante casi diez años.
Inicialmente, ésta fue guardada en una bóveda secreta de un banco en Roma por el, en aquel entonces vicepresidente de la Federación, Ottorino Barassi.
Durante aquellos años, el régimen nazi tuvo una política sostenida de robo de obras de arte y objetos valiosos a lo largo de Europa, y Barassi intuyó que, tarde o temprano, los registros del banco alertarían a la Gestapo. En vista de que el robo del trofeo era inminente, tomó la decisión de llevárselo en secreto a su hogar y guardarlo dentro de una caja de zapatos.
No se equivocó, pues en 1941, tras buscarlo en el banco, agentes de la policía secreta alemana llegaron a allanarlo. Tras registrar toda la casa sin éxito, en el interrogatorio éste diría que lo que buscaban se encontraba en Milán. Los agentes creyeron en su palabra y siguieron infructuosamente el rastro dado. El ocultamiento fue todo un éxito, pues a los agentes no se les ocurrió buscar en el lugar más improbable: debajo de la propia cama de Barassi.
Tras la entrada de los aliados a Italia en 1943, Barassi decidió devolverle la copa a la Federación, a través de su abogado Giovanni Mauro, quien a su vez, se la entregó al ex rossonero Aldo Cevenini, el cual la resguardó en su casa de campo de Bembrate di Sopra, a las afueras de Bérgamo. Dos años después del fin de la guerra, en 1947, el trofeo sería finalmente devuelto a la FIFA, a punto para la próxima copa mundial a celebrarse en Brasil tres años más tarde.

## Primer robo de la copa

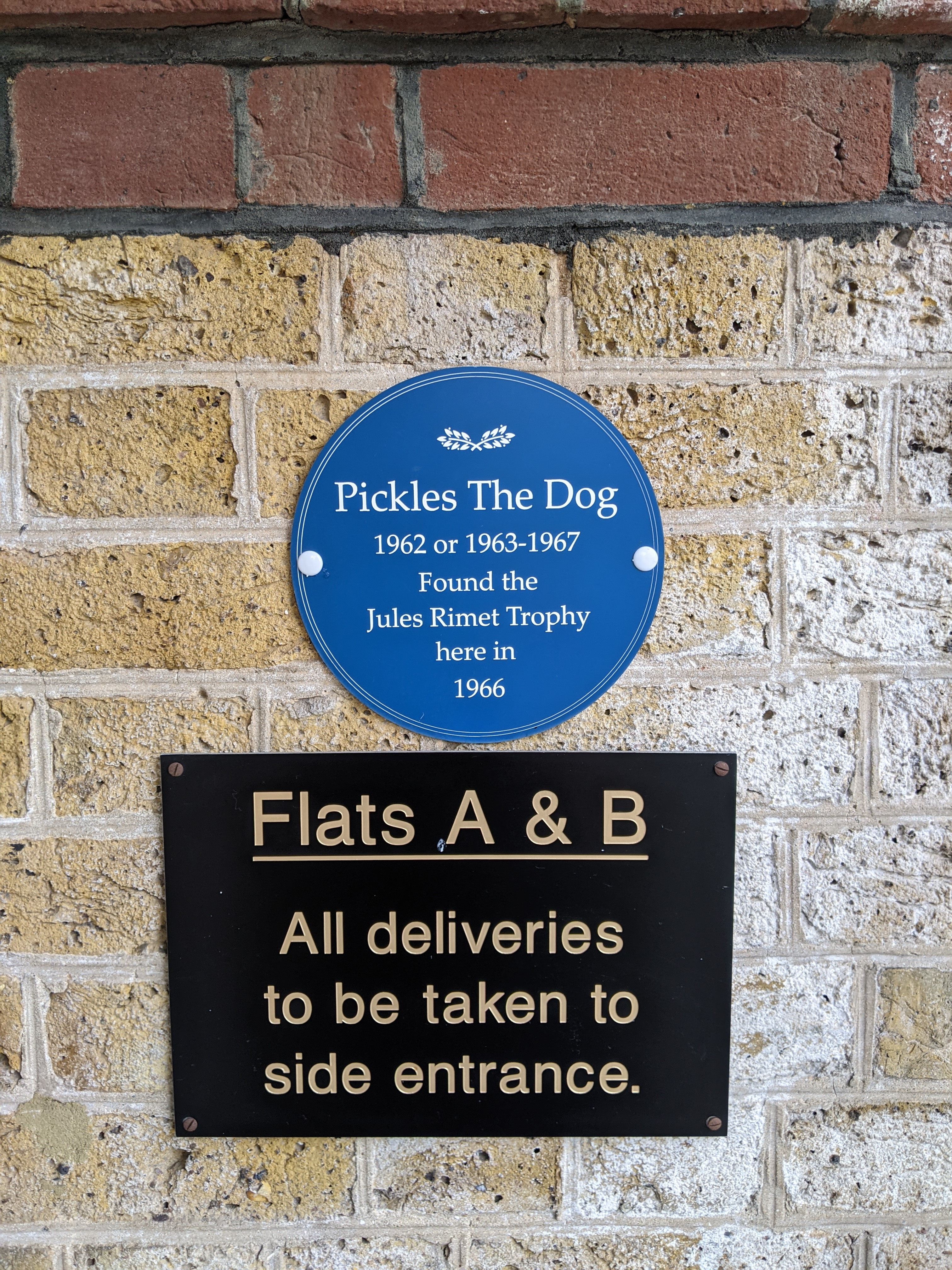
Placa en homenaje a Pickles, el perro. Instalada el 2018 a la entrada de St. Valery flats, se ubica cerca de donde éste encontró el Trofeo en Beulah Hill, Upper Norwood.

Inglaterra fue sede de la Copa Mundial de Fútbol de 1966 y en los meses previos al comienzo del torneo, la Copa Jules Rimet fue puesta en exhibición en el Central Hall Westminster de Londres, junto con una exposición filatélica. 
El 20 de marzo de 1966 entre las 11:00 a. m. y las 12:10 p. m., mientras en el primer piso del lugar se celebraba unas ceremonia religiosa, un ladrón entró por la puerta trasera del edificio y salió sin dejar rastro. El caso llegó inmediatamente a las noticias internacionales, el trofeo había desaparecido.
Scotland Yard investigó a ciegas, sin pistas del paradero del trofeo ni del ladrón. Un sospechoso fue detenido pero fue puesto en libertad por falta de pruebas. Mientras tanto, el presidente de la FA, Joe Mears recibió una nota de secuestro, la cual decía: 

"Querido Joe Kno [sic] dudo que veas con mucha preocupación la pérdida de la copa del mundo... Para mi es sólo es una chatarra de oro. Si no sé de ti para el jueves o viernes, asumo que es por el POT".

El recadero de la nota, cuyo alias era "Jackson", había propuesto reunirse con él en Battersea Park. Sin embargo, quien iría sería el Detective Inspector Len Buggy, haciéndose pasar por él. Éste, quien iría acompañado con una caja con sólo £500, logró arrestar al secuestrador, un exmilitar de apellido Bechley.
Una semana después de perpetrado el robo, el 27 de marzo de 1966, un señor llamado David Corbett estaba paseando a su perro Pickles en unos jardines del sur de la capital inglesa; cuando, olfateando un arbusto, encuentra el valioso trofeo, envuelto en periódicos. Como recompensa, por su descubrimiento heroico, Pickles ganó, además de la fama, un suministro de alimentos para toda su vida, por una fábrica de alimentos para perros.
En el año 2018, finalmente se revelaría la identidad del ladrón, el inglés Sidney Cugullere.
Conocido por el seudónimo de Mr. Crafty, era un delincuente común dedicado al asalto de oficinas de correos, quien, a sus 40 años, al ver la oportunidad, entró al Central Hall y, con ayuda de su hermano Reg, perpetró con facilidad el robo. Al llegar a su casa, le mostró el trofeo a su padre, quien le preguntó qué pensaba hacer con eso. Con ayuda de su amigo Ted Bechley, intentó pedir un rescate de £150 000 al presidente Joe Mears. Sin embargo, luego del arresto de éste, finalmente desiste y lo abandona, siendo encontrado días después. Jamás fue arrestado por ello, y sólo su entorno cercano sabía de su autoría, llevándose el secreto a la tumba tras su muerte por cáncer el año 2005. 
Más de una década después, su propia familia revelaría el secreto. Mientras tanto, David Corbett señaló que jamás había escuchado de Cugullere o de Ted Bechley, señalando que, en aquel entonces, pensó que la copa envuelta en papel de diario podría haber sido una bomba del IRA, pues esta organización andaba rondando la zona durante esos días.

## Segundo robo y destrucción

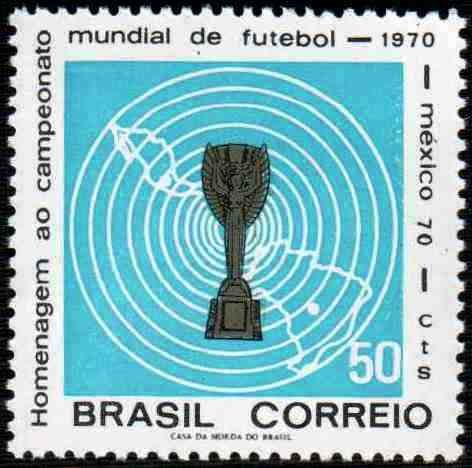
Estampilla brasileña del Mundial de 1970, año en que su selección se haría de forma definitiva con el trofeo.

Después de que Brasil ganó en 1970 la posesión definitiva del trofeo, el mismo tenía que ser expuesto en la sede de la Confederación Brasileña de Fútbol. En este lugar permaneció sin problemas por más de una década, hasta el año 1983.
En octubre de aquel año, el carioca Sergio Pereyra Ayres, alias "Sergio Peralta", quien en aquel entonces tenía 35 años, durante una partida de cartas planeó robar el trofeo, con el interés de quedarse con los 1.8 kg de oro. Éste conocía bien el predio de la sede de la CBF, y que dentro de ésta se resguardaban dos trofeos, una réplica guardada en un cofre y la original, expuesta en una vitrina. Sin embargo, Antonio Setta, con quien había comentado la idea, no aceptó participar debido a que su hermano había muerto de un paro cardiaco para el tricampeonato. Fue en otra partida en la cual encontró a sus dos cómplices, quienes ejecutarían el robo: el decorador José Luiz Vieira da Silva, alias "Luiz Bigode", y el ex policía Francisco José Rocha Rivera, alias "Chico Barbudo".
A los dos meses, en la noche del 19 de diciembre, entraron al noveno piso de la CBF. Les bastó simplemente entrar a la fuerza al lugar, reducir a los guardias y forzar la caja. Si bien ésta estaba hecha de plexiglás antibalas, la parte posterior había sido fabricada con madera y pegada con cinta a la pared. Durante la madrugada del 20 de diciembre de 1983, la Copa Jules Rimet, junto con dos trofeos más habían desaparecido.
Pocos días después, la prensa informó con asombro que el símbolo más importante de los logros de fútbol de Brasil había sido fundido.
"Bigode" y "Chico Barbudo" le habían entregado la copa a un conocido joyero y reducidor, el argentino Juan Carlos Hernández. Al año siguiente. el mismo Antonio Setta que se había negado a participar, denunció a los tres implicados directos, siendo éstos arrestados. Al no encontrar la copa entre sus pertenencias, se dedujo la tesis del reducimiento de ésta, y tras varias jornadas de interrogatorios, los tres terminaron delatando al joyero, quien comerciaba oro robado de forma frecuente con Rocha Rivera. Así, en febrero de 1984, la policía allana la tienda Aurimet, ubicada en el centro de Río de Janeiro, siendo encontrados en el escritorio de Hernández los materiales necesarios para la reducción, siendo éste también arrestado. 
Después de unos meses en prisión, fueron puestos en libertad mientras avanzaba el proceso judicial. Recién en 1988, la Justicia condenó a nueve años de prisión a Vieira da Silva y Rocha Rivera, mientras que al joyero argentino le dieron tres años de sentencia por receptación. Ninguno de ellos cumplió su pena efectiva de forma inmediata, sin embargo, fueron cayendo al tiempo. Rocha Rivera fue asesinado en 1989, Luiz da Silva fue encontrado tras una denuncia anónima en 1995, cumpliendo tres años de condena hasta obtener la libertad condicional y muriendo de un infarto en 2003, mientras que Hernández permaneció prófugo de la justicia hasta ser detenido en 1998 por tráfico de drogas.

## Réplicas

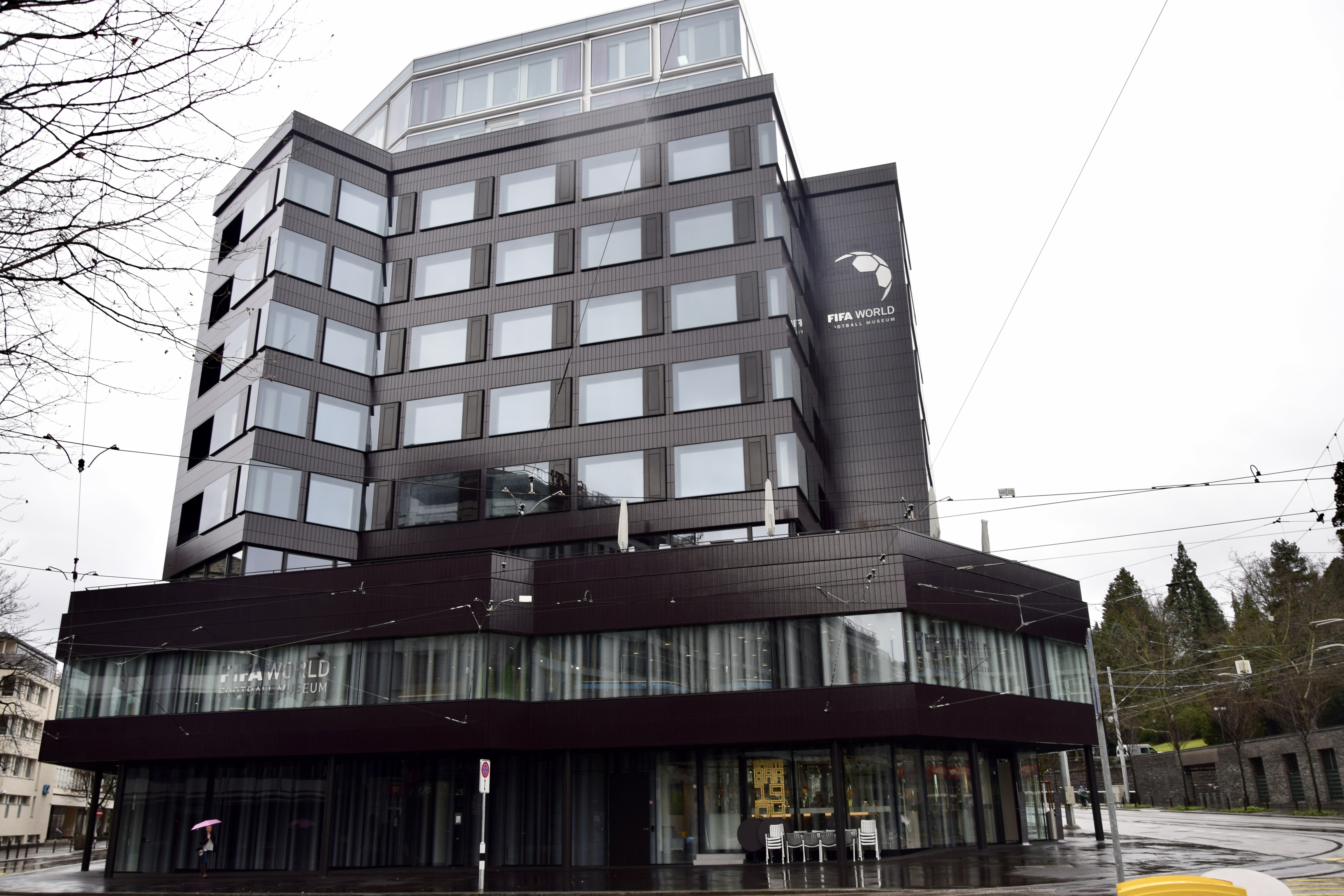
La base original del trofeo hoy está guardada, junto a la réplica oficial de la FIFA, en su museo en Zúrich, Suiza.

Actualmente, del original de Lafleur sólo se conserva la primera base de lapizlázuli. Existen, a su vez, al menos tres réplicas vinculadas directamente con la historia del trofeo.

#### La réplica de la FIFA
Las base original estuvo guardada en las oficinas de la FIFA en Suiza desde 1958. Cuando Alemania Federal ganó su primer título en 1954, no había espacio para colocar otro campeón en el trofeo, por lo que se reemplazó la base original por una octogonal del mismo material, la cual era la que tenía el que fue destruido en 1983. Tras haberse perdido su rastro, fue encontrada en las bodegas de la Federación en el año 2015. Actualmente, la réplica que conserva la FIFA en su museo en Suiza, lleva esta primera base.

#### La réplica inglesa
Ésta fue creada secretamente por la FA tras enterarse del robo en marzo de 1966 para disimular la situación, pero no fue necesario usarla para aquello al ser encontrado el original. Elaborado por el artesano George Bird, quien trabajaba regularmente con la Federación, consiste en un trofeo de bronce bañado en oro, prácticamente indistinguible del original de Lafleur. Tras la obtención del Campeonato, y como medida de seguridad, la Federación usó esta en sus actos oficiales, siendo su estreno precisamente luego del momento de la consagración como campeones. Esto duraría hasta 1970, cuando, tras devolver el original a la FIFA, ésta desautorizó su uso, siendo ocultada por su creador.
Bird falleció en 1995, y dos años después, su familia decidió subastar el trofeo en Sotheby por un precio de reserva entre £20 000 a £30 000, siendo pujado y adquirido por la FIFA tras pagar £ 254 500. Ésta lo hizo con la esperanza de que fuera el trofeo original, sin embargo, al comprobar que, en efecto, era una réplica de bronce, decidió entregárselo en calidad préstamo al Museo Nacional del Fútbol de Mánchester, lugar donde actualmente se encuentra en exposición.

#### La réplica brasileña
La tercera es la que conserva la Confederación Brasileña de Fútbol. Tras el robo, en 1984 la empresa Eastman Kodak recibe la autorización de la FIFA para mandar a hacer una réplica exacta del trofeo siniestrado. Hecha con 1.8 kilos de oro macizo, fue creada por el joyero Rudolf Schaeffer y entregada el mismo año al dictador brasileño João Baptista Figueiredo. Actualmente se encuentra en exhibición permanente en el Museo de la Selección brasileña de Río de Janeiro.

## Ganadores
| Ganadores        | Núm. de veces | Ediciones campeón                  |
| ---------------- | ------------- | ---------------------------------- |
| Brasil           | 3             | Suecia 1958 Chile 1962 México 1970 |
| Italia           | 2             | Italia 1934 Francia 1938           |
| Uruguay          | 2             | Uruguay 1930 Brasil 1950           |
| Alemania Federal | 1             | Suiza 1954                         |
| Inglaterra       | 1             | Inglaterra 1966                    |

- En negrita la edición que le dio el título definitivo a Brasil, con lo cual ganó el derecho a conservar el trofeo original a perpetuidad.

Las reglas establecían que la selección que ganase tres mundiales, se quedaría definitivamente con la copa. Luego de que Brasil la obtuviese al consagrarse campeón por tercera vez en 1970, la FIFA mandó hacer un nuevo trofeo, que no puede quedar en posesión definitiva de ninguna selección campeona, a la que solamente se le entrega una réplica.